# Robert J.C. Pease
Robert J.C. Pease (ur. 1922, zm. 2010) – brytyjski dyplomata i urzędnik konsularny.
Pełnił cały szereg funkcji w służbie zagranicznej Wielkiej Brytanii, m.in. konsula w Gdańsku (1960-1961), zastępcy Wysokiego Komisarza na Mauritiusie (1974-1977), radcy w Moskwie (1977-1980).